# Liste der denkmalgeschützten Objekte in Reith bei Seefeld
Die Liste der denkmalgeschützten Objekte in Reith bei Seefeld enthält die 21 denkmalgeschützten, unbeweglichen Objekte der Gemeinde Reith bei Seefeld.

## Denkmäler
| Foto |                 | Denkmal                                                                                                  | Standort                                                 | Beschreibung | Metadaten |
| ---- | --------------- | --- | -------------------------------------------------------- | --- | --- |
| ja   | Datei hochladen | Neue Magnuskapelle HERIS-ID: 40092 Objekt-ID: 39985 TKK: 19556                                           | neben Kobesbichlweg 20 Standort KG: Leithen              | Die Kapelle wurde 1978/1979 in den Formen des Vorgängerbaus von 1781 errichtet. Der Mauerbau weist einen fünfseitigen Chorschluss und ein Satteldach mit verschindeltem Dachreiter auf. Die Fassaden sind mit Putzfaschengliederung gestaltet, an der Westfassade befindet sich ein Rundbogenportal mit zwei seitlichen, rundbogig geschlossenen Fenstern. Im Inneren wird das zweijochige Langhaus von einer flachen Tonne über Pilastern überwölbt. | BDA-Hist.: Q37992838 Status: § 2a Stand der BDA-Liste: 2025-06-30 Name: Neue Magnuskapelle GstNr.: 8/2                                                                     |
| ja   | Datei hochladen | Wohnhaus, Riesenhaus HERIS-ID: 22377 Objekt-ID: 18708 TKK: 53502                                         | Leithener Wiesenweg 10 Standort KG: Leithen              | Der zweigeschoßige Mauerbau mit Satteldach wurde um 1500 ursprünglich als landesfürstlicher Jagdsitz errichtet. Die Fassaden sind unregelmäßig gegliedert und mit Eckquaderung an den Gebäudekanten gestaltet. An den Fassaden finden sich spätgotische Wandmalereien, an der Nordostfassade der Kampf des Riesen Thyrsus mit Haymon von 1537, an der Südwestfassade Anna selbdritt und der hl. Christophorus von 1507. Im Inneren haben sich Gewölbe in den Fluren erhalten. | BDA-Hist.: Q37869171 Status: Bescheid Stand der BDA-Liste: 2025-06-30 Name: Wohnhaus, Riesenhaus GstNr.: .18                                                               |
| ja   | Datei hochladen | Pestmarterl HERIS-ID: 96771 Objekt-ID: 112353 TKK: 53499                                                 | Leithener Wiesenweg 63, in der Nähe Standort KG: Leithen | Der Tabernakelbildstock von 1612 wurde 1978 von seiner ursprünglichen Lage an der Seefelder Straße weiter nach Süden versetzt. Der Tabernakelaufsatz weist Rundbogennischen mit gemalten Darstellungen auf: Pietà mit hll. Georg und Martin, Kreuzigung mit hll. Sebastian und Rochus, Kreuztragung und Stifterfamilie. An der nordöstlichen Schaftseite befinden sich Reste einer Nikolausdarstellung von 1637. | BDA-Hist.: Q37768772 Status: § 2a Stand der BDA-Liste: 2025-06-30 Name: Pestmarterl GstNr.: 152                                                                            |
| ja   | Datei hochladen | Schlossbachgraben-Brücke HERIS-ID: 81870 Objekt-ID: 95664                                                | Standort KG: Leithen                                     | Die Mittenwaldbahn ist eine elektrische Lokalbahn, die ab 1905 von Josef Riehl und Wilhelm Carl von Doderer geplant und 1910–1912 gebaut wurde. Aufgrund der vielen Tunnel und Brücken war sie gemessen an ihrer Länge eines der teuersten Bahnprojekte ihrer Zeit. Die Schlossbachgrabenbrücke ist eine stählerne Bogenfachwerksbrücke. Mit einer Spannweite von rund 56 Metern überspannt sie die Schlucht des Schlossbaches und ist damit das längste Brückenbauwerk dieser Eisenbahnstrecke. Sie wurde 1912 durch die k.u.k. Hof-Eisen-Construktions-Werkstätte gefertigt und montiert. Im Jahre 2012 erfolgte eine Sanierung der Brücke. Die Brücke verbindet die Gemeinden Zirl und Reith bei Seefeld. | BDA-Hist.: Q38176988 Status: Bescheid Stand der BDA-Liste: 2025-06-30 Name: Schlossbachgraben-Brücke GstNr.: 161 Mittenwaldbahn - Schlossbachgrabenbrücke                  |
| ja   | Datei hochladen | Brücke zw. Pflegerbach und Haltestelle Leithen HERIS-ID: 81879 Objekt-ID: 95673 TKK: 116372              | Standort KG: Leithen                                     | Teil der Mittenwaldbahn | BDA-Hist.: Q38176998 Status: Bescheid Stand der BDA-Liste: 2025-06-30 Name: Brücke zw. Pflegerbach und Haltestelle Leithen GstNr.: 163                                     |
| ja   | Datei hochladen | Aufnahmsgebäude, Haltestelle Leithen HERIS-ID: 81880 Objekt-ID: 95675 TKK: 116368                        | Standort KG: Leithen                                     | Wie alle original erhaltenen Bahnhofsgebäude der Mittenwaldbahn ist die Haltestelle am Heimatstil orientiert und weist ein Satteldach auf. | BDA-Hist.: Q38177006 Status: Bescheid Stand der BDA-Liste: 2025-06-30 Name: Aufnahmsgebäude, Haltestelle Leithen GstNr.: .47 Bahnhof Leithen                               |
| ja   | Datei hochladen | Brücke nach Haltestelle Leithen HERIS-ID: 81882 Objekt-ID: 95677 TKK: 116373                             | Standort KG: Leithen                                     | Teil der Mittenwaldbahn. Anmerkung: Koordinaten näherungsweise (±30 m), falsche Grundstücksnummer (müsste 163 sein) | BDA-Hist.: Q38177014 Status: Bescheid Stand der BDA-Liste: 2025-06-30 Name: Brücke nach Haltestelle Leithen GstNr.: 164 Brücke nach Haltestelle Leithen, Reith bei Seefeld |
| ja   | Datei hochladen | 2 Brücken-Galerien nach Schlossbachgraben-Brücke HERIS-ID: 59994 Objekt-ID: 71738 TKK: 116369            | Standort KG: Leithen                                     | Teil der Mittenwaldbahn | BDA-Hist.: Q38089545 Status: Bescheid Stand der BDA-Liste: 2025-06-30 Name: 2 Brücken-Galerien nach Schlossbachgraben-Brücke GstNr.: 161                                   |
| BW   | Datei hochladen | Brücke Pflegerbach HERIS-ID: 11759 Objekt-ID: 7873                                                       | Standort KG: Leithen                                     | Teil der Mittenwaldbahn. Die Brücke über den Pflegerbach verbindet die Gemeinden Reith und Zirl. | BDA-Hist.: Q38111861 Status: Bescheid Stand der BDA-Liste: 2025-06-30 Name: Brücke Pflegerbach GstNr.: 162                                                                 |
| ja   | Datei hochladen | Ortskapelle Mariahilf, Kapelle Auland HERIS-ID: 96763 Objekt-ID: 112343 TKK: 19555                       | nördlich Auländer Dorfstraße 27 Standort KG: Reith       | Die gemauerte Kapelle mit eingezogenem, rechteckigem Chor, südseitiger Sakristei und Fassadenturm wurde in der ersten Hälfte des 19. Jahrhunderts erbaut. Im Erdgeschoß des Turmes befindet sich die Vorhalle mit Arkadenöffnung. Das Innere mit Pendentifkuppel und tonnengewölbtem Altarraum ist mit Fresken im Nazarenerstil geschmückt. | BDA-Hist.: Q37768753 Status: § 2a Stand der BDA-Liste: 2025-06-30 Name: Ortskapelle Mariahilf, Kapelle Auland GstNr.: .73 Mariahilfkapelle, Auland                         |
| ja   | Datei hochladen | Aufnahmsgebäude Reith HERIS-ID: 81891 Objekt-ID: 95686 TKK: 116367                                       | Bahnhofsweg 4 Standort KG: Reith                         | Wie alle original erhaltenen Bahnhöfe der Mittenwaldbahn ist das Aufnahmsgebäude am Heimatstil orientiert und weist ein Krüppelwalmdach auf. | BDA-Hist.: Q38177050 Status: Bescheid Stand der BDA-Liste: 2025-06-30 Name: Aufnahmsgebäude Reith GstNr.: .137 Bahnhof Reith                                               |
| ja   | Datei hochladen | Grenzstein, Römerstein HERIS-ID: 107595 Objekt-ID: 124941 TKK: 53521                                     | Meilerweg Standort KG: Reith                             | Die 1,5 Meter hohe Steinsäule ohne Inschrift an der Römerstraße über den Seefelder Sattel stammt aus dem 1. Jahrhundert n. Chr. | BDA-Hist.: Q37810496 Status: § 2a Stand der BDA-Liste: 2025-06-30 Name: Grenzstein, Römerstein GstNr.: 544/2 Römischer Meilenstein, Reith bei Seefeld                      |
| ja   | Datei hochladen | Kath. Pfarrkirche hl. Nikolaus und Friedhof HERIS-ID: 55823 Objekt-ID: 64683 TKK: 19553, 53491           | neben Römerstraße 27 Standort KG: Reith                  | Erbaut ab 1895, nach Kriegsschäden Wiederaufbau 1950, 1989/90 in den Stand 1911–1921 versetzt. | BDA-Hist.: Q38068115 Status: § 2a Stand der BDA-Liste: 2025-06-30 Name: Kath. Pfarrkirche hl. Nikolaus und Friedhof GstNr.: .28, 47 Pfarrkirche Reith bei Seefeld          |
| ja   | Datei hochladen | Frau Häusl-Kapelle, Kapelle Mariae Heimsuchung HERIS-ID: 107598 Objekt-ID: 124944 TKK: 53516             | Standort KG: Reith                                       | Die kleine gemauerte Wegkapelle mit Satteldach auf Holzsäulen und vergitterter Rundbogennische wurde um 1983 errichtet. Der vermutlich einst zur Kapelle führende Kreuzweg ist nicht mehr erhalten. | BDA-Hist.: Q37810506 Status: § 2a Stand der BDA-Liste: 2025-06-30 Name: Frau Häusl-Kapelle, Kapelle Mariae Heimsuchung GstNr.: 537/1                                       |
| ja   | Datei hochladen | Brücke vor dem Gurglbachviadukt HERIS-ID: 59995 Objekt-ID: 71739 TKK: 116374                             | Standort KG: Reith                                       | Teil der Mittenwaldbahn. Die Brücke über die Römerstraße verbindet die Katastralgemeinden Leithen und Reith. | BDA-Hist.: Q38089553 Status: Bescheid Stand der BDA-Liste: 2025-06-30 Name: Brücke vor dem Gurglbachviadukt GstNr.: 603                                                    |
| ja   | Datei hochladen | Gurglbachviadukt HERIS-ID: 81889 Objekt-ID: 95684 TKK: 53501                                             | Standort KG: Reith                                       | Teil der Mittenwaldbahn | BDA-Hist.: Q38177032 Status: Bescheid Stand der BDA-Liste: 2025-06-30 Name: Gurglbachviadukt GstNr.: 603, 605 Gurglbachviadukt                                             |
| ja   | Datei hochladen | 2 Brücken zw. Gurglbachviadukt u. Aufnahmsgebäude Reith HERIS-ID: 81890 Objekt-ID: 95685 TKK: 116376     | Standort KG: Reith                                       | Teil der Mittenwaldbahn | BDA-Hist.: Q38177040 Status: Bescheid Stand der BDA-Liste: 2025-06-30 Name: 2 Brücken zw. Gurglbachviadukt u. Aufnahmsgebäude Reith GstNr.: 603, 605                       |
| ja   | Datei hochladen | 2 Brücken zw. Aufnahmsgebäude Reith u. Brücke Kaltwasserbad HERIS-ID: 81892 Objekt-ID: 95687 TKK: 116377 | Standort KG: Reith                                       | Teil der Mittenwaldbahn 2. Brücke: Lage | BDA-Hist.: Q38177058 Status: Bescheid Stand der BDA-Liste: 2025-06-30 Name: 2 Brücken zw. Aufnahmsgebäude Reith u. Brücke Kaltwasserbad GstNr.: 605                        |
| BW   | Datei hochladen | Brücke Kaltwasserbad HERIS-ID: 81893 Objekt-ID: 95688 TKK: 116378                                        | Standort KG: Reith                                       | Teil der Mittenwaldbahn. Die Brücke führt über den Kaltwasserbach. | BDA-Hist.: Q38177067 Status: Bescheid Stand der BDA-Liste: 2025-06-30 Name: Brücke Kaltwasserbad GstNr.: 605                                                               |
| ja   | Datei hochladen | Hermelesbachviadukt HERIS-ID: 81894 Objekt-ID: 95689 TKK: 116379                                         | Standort KG: Reith                                       | Teil der Mittenwaldbahn | BDA-Hist.: Q38177075 Status: Bescheid Stand der BDA-Liste: 2025-06-30 Name: Hermelesbachviadukt GstNr.: 605, 606 Hermelesbachviadukt                                       |
| ja   | Datei hochladen | Brücke nach Hermelesbachviadukt HERIS-ID: 81895 Objekt-ID: 95690 TKK: 116380                             | Standort KG: Reith                                       | Teil der Mittenwaldbahn | BDA-Hist.: Q38177081 Status: Bescheid Stand der BDA-Liste: 2025-06-30 Name: Brücke nach Hermelesbachviadukt GstNr.: 605, 606                                               |